# Port lotniczy Rzeszów-Jasionka

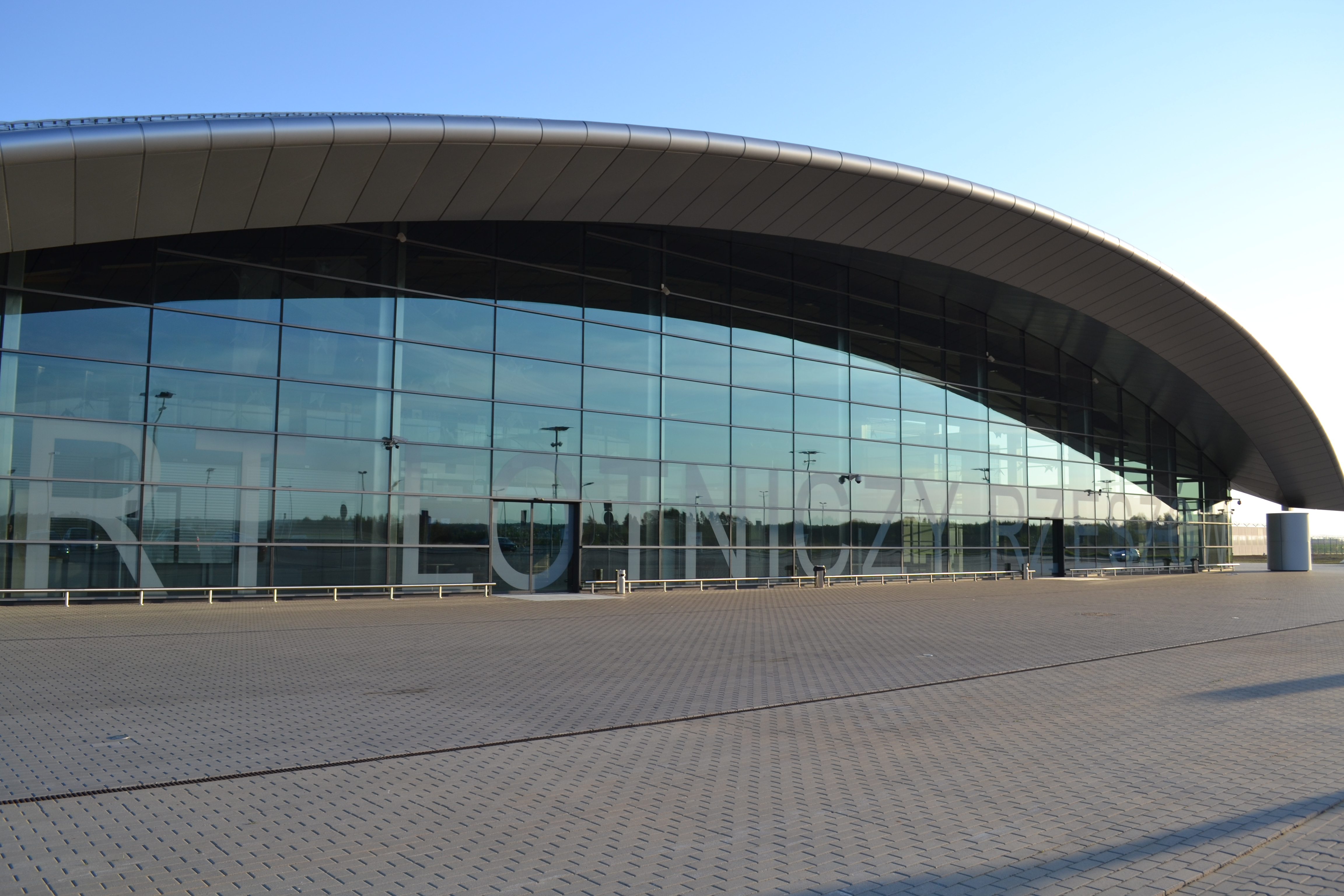
Terminal rzeszowskiego lotniska

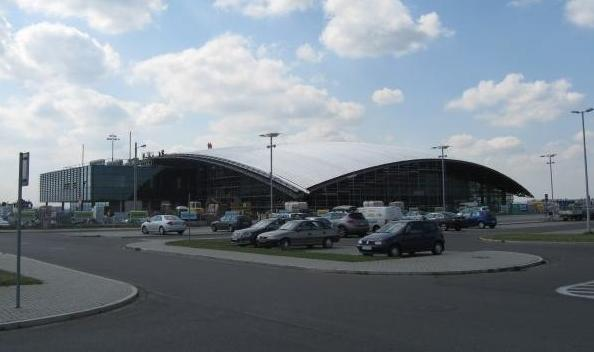
Widok od strony parkingu

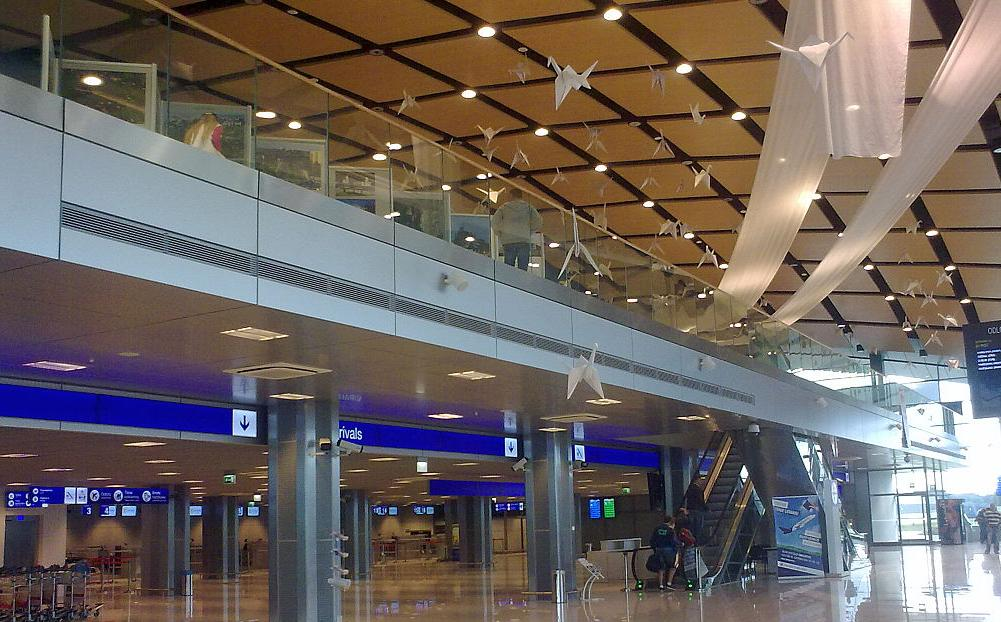
Wnętrze terminala rzeszowskiego lotniska

Port lotniczy Rzeszów-Jasionka im. Rodziny Ulmów (ang. Rzeszów International Airport, kod IATA: RZE, kod ICAO: EPRZ) – międzynarodowy port lotniczy położony w województwie podkarpackim, 14 km od centrum Rzeszowa we wsi Jasionka. W 2017 roku z lotniska skorzystało 694 tys. pasażerów, co dało mu 7. miejsce w Polsce pod względem liczby obsłużonych pasażerów. Wśród lotnisk cywilnych w Polsce port w Jasionce posiada drugą co do długości drogę startową (ex aequo z MPL Katowice) po Lotnisku im. F.Chopina w Warszawie, o wymiarach 3200 × 65 m. Pole wzlotów oraz lotnisko w Jasionce powstały w roku 1941, tuż przed agresją Niemiec na ZSRR.
Lotnisko otrzymało tytuł Mały Port Lotniczy Roku 2022 przyznany przez międzynarodową organizację branżową CAPA-Centre for Aviation podczas gali w Gibraltarze za niezwykle istotną rolę w działaniach wspierających Ukrainę zaatakowaną przez Rosję, zarówno jeśli chodzi o pomoc napływającą z całego świata, jak również ewakuację uchodźców.

## Położenie i transport
Lotnisko leży we wsi Jasionka około 14 km od centrum Rzeszowa. W jego pobliżu przebiegają: droga krajowa nr 9, autostrada A4 oraz droga ekspresowa S19. Port lotniczy leży przy drodze wojewódzkiej nr 869 łączącej drogę krajową nr 9 (Rudna Mała) z drogą ekspresową S19 (Jasionka). Między miastem a portem lotniczym kursują autobusy MPK Rzeszów. Przystanek autobusowy znajduje się przy terminalu pasażerskim, natomiast przystanek w centrum miasta usytuowany jest w sąsiedztwie dworców PKP Rzeszów Główny i PKS Rzeszów przy ulicy Bardowskiego oraz przy placu Wolności.
Parking dla samochodów osobowych oraz autobusów, liczący 950 miejsc, jest monitorowany.
Jasionka jest korzystnie usytuowana pod względem geograficznym (największa w kraju liczba dni lotnych) i ukształtowania terenu (płaskie podejścia i brak przeszkód naturalnych).
Na terenie lotniska znajduje się jeden z ośmiu w Polsce radarów meteorologicznych Instytutu Meteorologii i Gospodarki Wodnej.

## Dzieje najnowsze

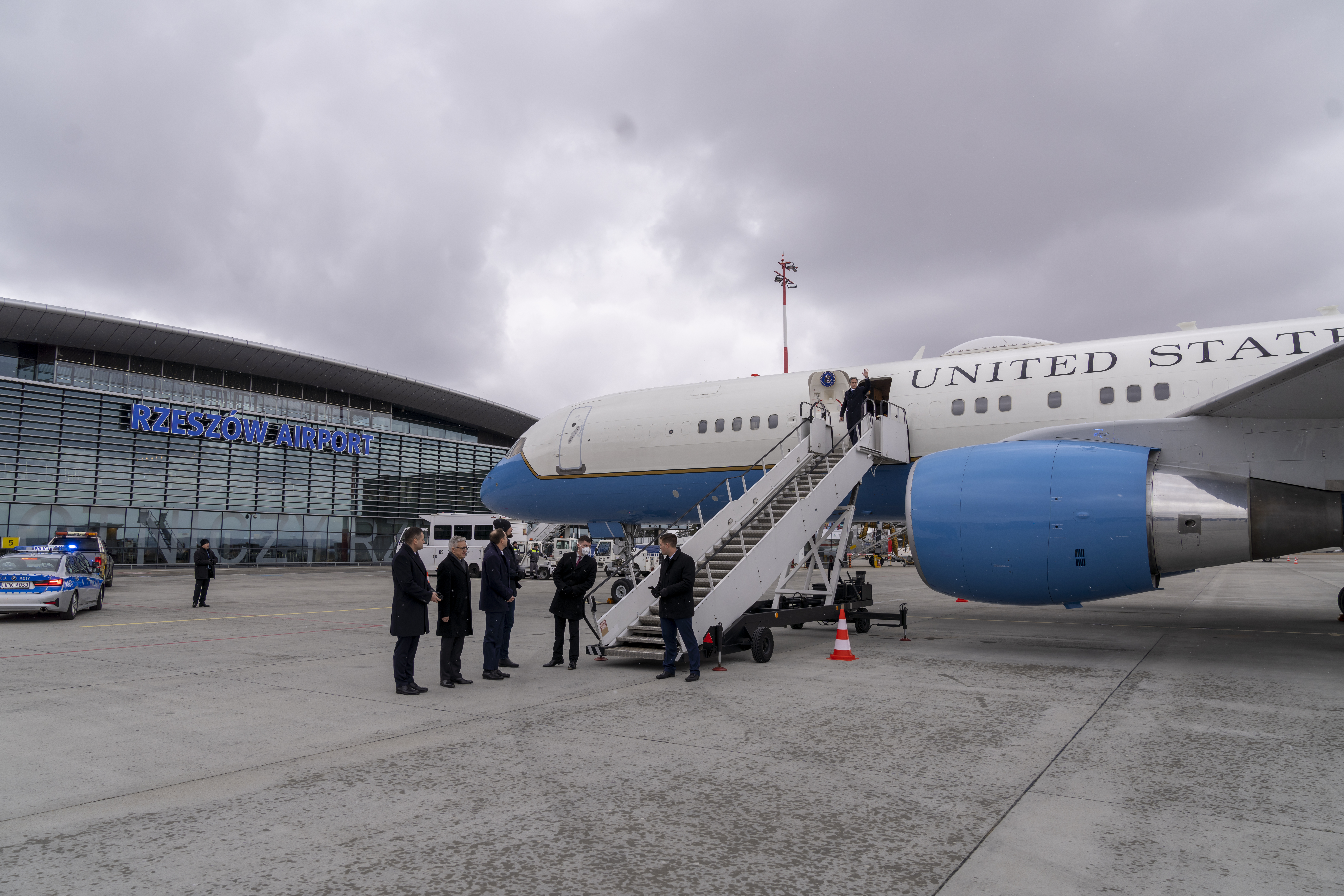
Sekretarz Stanu USA Antony Blinken wysiadający z samolotu na lotnisku Rzeszów–Jasionka (5 marca 2022 roku)

W 1999 nastąpiło trwałe wygaśnięcie zarządu MON nad lotniskiem w Jasionce (W roku 2016 Minister Obrony Narodowej Antoni Macierewicz podpisał ustawę dotyczącą powstania wojskowej bazy dla średnich i ciężkich samolotów i śmigłowców transportowych). Do 30 czerwca 2009 należało do Przedsiębiorstwa Państwowego „Porty Lotnicze” (PPL). Od lipca 2006 do 20 grudnia 2012 przechodziło ono reorganizację na spółkę prawa handlowego z udziałem woj. podkarpackiego. Od 1 lipca 2013 zarządzanie lotniskiem przejęła spółka Port Lotniczy „Rzeszów-Jasionka”, w której udziały mają województwo podkarpackie (52%) oraz PPL (48%). Kapitał zakładowy spółki 22 marca 2024 wynosił 603,3 mln zł. Jako jedno z niewielu lotnisk w Polsce posiada w całości uregulowany stan formalno-prawny. W 2004 rozpoczęto remont pasa startowego, który zakończył się w czerwcu 2008. W kwietniu i maju 2005 irlandzka linia lotnicza Ryanair poinformowała o planach otwarcia jesienią dwóch połączeń lotniczych. Od października 2005 z Jasionki latały samoloty do Londynu, a od listopada do Frankfurtu Hahn. Druga z tras została zlikwidowana w lutym 2006. Natomiast w styczniu 2007 Ryanair uruchomił trasę do Dublina. W czerwcu 2007 PLL LOT rozpoczęły sezonowy (letni) ruch na trasach do dwóch lotnisk Nowego Jorku: Portu lotniczego Nowy Jork-JFK i Portu lotniczego Newark-Liberty. Loty odbywały się w czwartki i niedziele. W 2010 PLL LOT zawiesił oba połączenia do USA. 8 listopada 2007 Ryanair rozpoczął obsługę trasy do Bristolu. W kwietniu 2012 linia lotnicza OLT Express zapowiedziała założenie bazy – na rzeszowskim lotnisku miał stacjonować jeden samolot Airbus A320, jednak linia upadła, a plan nie został zrealizowany. Jesienią 2013 Eurolot uruchomił długo oczekiwane połączenia do Paryża (Beauvais) i Rzymu (Fiumicino). Loty odbywały się we wtorki i soboty ze względu zakończenia istnienia firmy z dniem 1 kwietnia 2015 roku. 12 marca 2015 na lotnisku Rzeszów-Jasionka otwarty został punkt odpraw fitosanitarnych umożliwiający przewożenie roślin i produktów pochodzenia roślinnego. Oprócz Jasionki taki punkt w Polsce posiada jeszcze tylko lotnisko Chopina w Warszawie. W Jasionce pięciokrotnie lądował największy samolot świata An-225 Mrija. Wielokrotnie lądowały tam również takie samoloty jak An-124 Rusłan, Boeing C-17 Globemaster III, Boeing 747-JumboJet, Lockheed C-130 Hercules czy też samolot pionowego startu i lądowania armii amerykańskiej Bell-Boeing V-22 Osprey.
Nowego znaczenia port lotniczy Rzeszów-Jasionka nabrał po inwazji Rosji na Ukrainę w lutym 2022, stając się ważnym węzłem komunikacyjnym umożliwiającym dostarczanie międzynarodowej pomocy wojskowej Ukrainie, w związku z zamknięciem przestrzeni powietrznej nad Ukrainą. Od początku marca dla ochrony lotniska rozlokowano amerykańskie baterie rakiet przeciwlotniczych MIM-104 Patriot. Lotnisko zaczęło odgrywać również istotną rolę dla wizyt na wysokim szczeblu w związku z wojną.  5 marca 2022 w Rzeszowie-Jasionce lądował samolot rządu USA z Sekretarzem Stanu Antonym Blinkenem, który z Jasionki udał się na przejście graniczne w Korczowej, by wraz z szefem polskiego MSZ Zbigniewem Rauem odwiedzić uchodźców z Ukrainy zgromadzonych w polskim punkcie recepcyjnym. Po ukraińskiej stronie odbyło się wówczas komentowane na świecie spotkanie Blinkena z ukraińskim szefem MSZ Dymytrem Kułebą. Była to pierwsza oficjalna wizyta polityka USA w Ukrainie podczas rosyjskiej inwazji. 25 marca 2022 na lotnisku w Jasionce wylądował samolot Air Force One z prezydentem USA Joe Bidenem na pokładzie, który spotkał się w Rzeszowie z prezydentem RP Andrzejem Dudą i z amerykańskimi żołnierzami stacjonującymi na Podkarpaciu. Po spotkaniu odleciał do Warszawy. 19 lutego 2023 prezydent USA Joe Biden ponownie wylądował na lotnisku w Jasionce, skąd udał się do Kijowa. 20 lutego 2023 po powrocie z Kijowa odleciał z rzeszowskiego lotniska do Warszawy. 22 marca 2023 do Jasionki przyleciał brytyjski następca tronu książę William, który spotkał się z brytyjskimi i polskimi żołnierzami stacjonującymi w okolicy rzeszowskiego lotniska, a także z Ministrem Obrony Narodowej Mariuszem Błaszczakiem, wojewodą podkarpacką i prezydentem Rzeszowa.
24 marca 2024 Port lotniczy Rzeszów-Jasionka otrzymał imię Rodziny Ulmów.

## Infrastruktura
Teren lotniska zajmuje ponad 650 ha. Port dysponuje drugim najdłuższym pasem startowym w Polsce. Ma on długość 3200 metrów i szerokość 65 m. Aparatura nawigacyjna i oświetleniowa (system podejścia precyzyjnego kategorii III – układ ALPA-ATA i wizualny wskaźnik ścieżki schodzenia PAPI IV; oraz system precyzyjnego podejścia ILS) pozwalają na przyjmowanie odpowiednio wyposażonych samolotów przy trudnych warunkach atmosferycznych. Droga startowa jest połączona trzema drogami kołowania z płytami postojowymi o łącznej powierzchni 21 000 m². W 2017 roku rozpocznie się budowa kolejnych dwóch dróg kołowania. Stary niewielki terminal pasażerski ograniczał możliwości rozwoju lotniska i był przepełniony, obecnie przeznaczony jest dla pasażerów samolotów i śmigłowców biznesowych. Prace inwestycyjne nad nowym terminalem rozpoczęły się we wrześniu 2006. Latem w 2007 oddano do użytku tymczasową halę przylotów.
Prace budowlane nowego terminala zostały rozpoczęte w październiku 2010, zakończyły się w grudniu 2011 roku. Nowy terminal został oficjalnie otwarty 17 kwietnia 2013. Pierwsi pasażerowie zostali odprawieni 8 maja 2013.
Na lotnisku, kosztem 24 mln zł, wybudowano Ośrodek Kontroli Ruchu Lotniczego. Inwestycję zrealizowała Polska Agencja Żeglugi Powietrznej. Budowa wieży kontroli ruchu lotniczego została oficjalnie ukończona 2 sierpnia 2014. Wieża została wyposażona w najnowocześniejszy sprzęt do kontroli ruchu lotniczego i rozpoczęła funkcjonowanie w dniu 20 września 2014.
We wrześniu 2023 zakończyła się budowa linii kolejowej do portu lotniczego Rzeszów-Jasionka oraz do pobliskiej strefy przemysłowej. Z dworca kolejowego Rzeszów Główny do portu lotniczego w Jasionce przejazd pociągiem trwa 14 minut.

## Statystyki ruchu

### Ruch pasażerski
- Lata 2010–2024[22]

| Rok     | 2010    | 2011    | 2012    | 2013    | 2014    | 2015    | 2016    | 2017    | 2018    | 2019    | 2020    | 2021    | 2022    | 2023      | 2024      |
| Wartość | 454 203 | 491 328 | 564 992 | 589 920 | 601 070 | 645 214 | 664 068 | 693 564 | 771 287 | 772 238 | 235 190 | 255 795 | 731 141 | 1 020 189 | 1 070 574 |

### Operacje lotnicze
- Lata 2010–2024[23]

| Rok     | 2010  | 2011  | 2012  | 2013  | 2014  | 2015  | 2016  | 2017  | 2018  | 2019  | 2020  | 2021  | 2022  | 2023  | 2024  |
| Wartość | 10919 | 12357 | 12355 | 13508 | 10656 | 13723 | 12629 | 14274 | 18164 | 18806 | 12918 | 13470 | 14876 | 20947 | 19161 |

## Inwestycje powiązane z lotniskiem
W bezpośrednim sąsiedztwie portu lotniczego działa centrum logistyczne Rogoźnica. W tym celu w grudniu 2001 miasto zakupiło działkę o powierzchni 30 ha. Obok lotniska działa także Podkarpacki Park Naukowo-Technologiczny Aeropolis oraz Centrum Wystawienniczo-Kongresowe G2A Arena. Przy lotnisku znajduje się Podkarpackie Centrum Nauki Łukasiewicz